# Університет Ватерлоо
Університет Ватерлоо (англ. University of Waterloo) — навчальний заклад який знаходиться в місті Ватерлоо, Онтаріо, Канада. Відомий перш за все своїми інженерними та математичними факультетами, а також ко-оп програмою, де студентам протягом навчання необхідно пройти 5-7 стажувань в індустрії. Випускники університету заснували низку відомих компаній таких як Блекбері та Пебл.

## Відомі випускники
- Девід Ллойд Джонстон — колишній генерал-губернатор Канади.
- Роберт Манделл — канадський економіст, лауреат Нобелівської премії з економіки.
- Донна Стрікленд — лауреат Нобелівської премії з фізики.
- Расмус Лердорф — автор PHP.
- Майк Лазарідіс — засновник Блекберрі.
- Матей Захарія — автор Apache Spark.